# Vũ Hải (tướng nhà Trần)
Vũ Hải (1252-1288) người trang Du Lễ đời Trần (nay thuộc xã Du Lễ, huyện Kiến Thụy, thành phố Hải Phòng) là tướng của nhà Trần giai đoạn chống quân Nguyên Mông xâm lược lần thứ hai và lần thứ ba. Do có công lớn trong trận Chương Dương - Hàm Tử nên ông được phong chức Phó Đô Ngự Sử. Theo thần phả, ông là người có công chém đầu tướng địch Toa Đô trong trận Tây Kết.

## Tiểu sử và sự nghiệp
Vũ Hải sinh ra và lớn lên trên miền đất Nghi Dương nổi tiếng trong lịch sử Việt Nam là nơi sản sinh ra những võ tướng nổi tiếng dưới thời phong kiến. Trước Vũ Hải từng có danh tướng Trương Nữu (cùng trang Du Lễ) là người có công phò tá Bố Cái Đại Vương Phùng Hưng chống ách đô hộ của nhà Đường. Sau Vũ Hải có Mạc Đăng Dung là danh tướng dẹp loạn cuối thời Lê sơ đồng thời là vua mở đầu triều Mạc) và Vũ Hộ là tướng nhà Lê sơ đồng thời là công thần khai quốc triều Mạc.
Là người thạo võ nghệ lại có sức khoẻ hơn người nên khi biết tin quân Nguyên Mông kéo sang xâm lược Đại Việt lần thứ hai (1285) ông đã về kinh tham gia ứng tuyển và được chọn đứng trong hàng ngũ các tướng sĩ nhà Trần sẵn sàng nghênh chiến với địch. Theo thần phả truyền lại, trong trận Tây Kết ông đã có công chém đầu tướng địch Toa Đô, góp công lớn vào chiến thắng quân Nguyên Mông trong trận Chương Dương - Hàm Tử. Lập chiến công lớn, ông được phong chức Phó Đô Ngự Sử. Năm 1288, quân Nguyên Mông xâm lược Đại Việt lần thứ 3, ông được phong làm Bạt Hải Hữu Tướng Quân đem hơn 5000 quân thủy trấn giữ ở Bình Than. Đồng thời ông cũng tuyển thêm trai tráng tại quê nhà ở trang Du Lễ giỏi nghề bơi lội tham gia thủy chiến chống quân xâm lược. Trong trận giao tranh ác liệt, quân đội hai bên đều bị thiệt hại nặng. Hơn 300 chiến thuyền của địch do Ô Mã Nhi chỉ huy bị đánh tan tác. Nhưng quân Đại Việt cũng chịu tổn thất lớn khi tướng quân Vũ Hải hy sinh trên vùng cửa biển Đại Bàng.

## Ghi công
Vũ Hải được vua Trần truy phong tước Bạt Hải Đại Vương sau khi hy sinh anh dũng. Tại trang Du Lễ quê nhà, ông cũng được nhân dân lập miếu thờ và gọi là Miếu Đông để phân biệt với Miếu Đoài của tướng quân Trương Nữu. Năm 1994, Miếu Đông thờ Vũ Hải đã được nhà nước công nhận là di tích lịch sử văn hoá cấp quốc gia. Ông cũng chính là ông tổ họ Vũ Kiến Quốc bây giờ, từ đường họ Vũ được đặt tại thôn 5 xã Kiến Quốc, (trước thôn Du Lễ thuộc xã Kiến Quốc nay là xã Du Lễ và xã Kiến Quốc).